# Degree Confluence Project

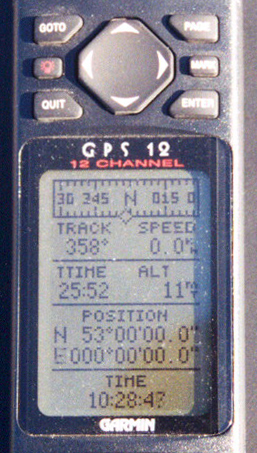
Displej GPS přijímače s pozicí průsečíku 53° s.š. 0° d.

Degree Confluence Project je internetový projekt, který si klade za cíl navštívit a zdokumentovat všechna místa, kde se na zemském povrchu protínají celostupňové poledníky a rovnoběžky. Svým způsobem se jedná o vzorkování povrchu naší planety.

## Zjišťování polohy
Při cestách za průsečíky používají účastníci obvykle přijímač GPS. K uznání plnohodnotné návštěvy průsečíku (angl. successful visit) se musí návštěvník přiblížit místu na vzdálenost menší 100 metrů, v ideálním případě na něm (v rámci několikametrové přesnosti systému GPS) přímo stanout. Poté je nutno k příslušnému průsečíku na internetu zveřejnit vyprávění, popisující průběh výpravy, případně okolí místa a doplnit fotografiemi, zachycujícími místo a okolní krajinu. Pokud návštěva nesplňuje všechny tyto náležitosti, může být na internetu zaznamenána alespoň jako neúplná (angl. incomplete visit).
Průsečíky, které navštívil již někdo jiný, mohou navštěvovat a dokumentovat i další účastníci, což se také v lidnatějších krajích Evropy či Severní Ameriky běžně děje. Za hodnotné jsou pak považovány zvláště příspěvky, zachycující proměny místa se střídáním ročních období.

## Průsečíky na zemském povrchu
Celkový počet celostupňových průsečíků na zemském povrchu je 64 442, z čehož 21 541 leží na souši, 38 411 na vodě, a 4 490 na ledové pokrývce Severního ledového oceánu. Žádné místo na Zemi není od nějakého takového průsečíku dále než 79 km.[zdroj?] Na území České republiky je bodů, kde se protínají poledníky a rovnoběžky v celých stupních, dohromady 10. Zřejmě nejznámější z nich leží v polích asi 1,5 km východně od města Kouřim. Jde o průsečík 50. rovnoběžky a 15. poledníku, pro nějž jsou například udávány časy východu a západu Slunce v ČR.